# Isabel Díaz Carretero
Isabel Díaz Carretero es una química e investigadora española, reconocida por sus contribuciones en el ámbito de la catálisis y la purificación del agua mediante zeolitas. En 2007, fue galardonada con el Premio de la Real Sociedad Española de Química a Jóvenes Investigadores.

## Trayectoria
Estudió Ciencias Químicas en la Universidad Autónoma de Madrid (UAM), donde se doctoró en 2001 con Premio Extraordinario. Continuó su formación como becaria Fulbright en la Universidad de Massachusetts y la Universidad de Minnesota en 2002 y 2003, y realizó estancias en Japón, Escocia y Suecia, donde se especializó en microscopía electrónica de transmisión, una técnica que le permitió estudiar la estructura atómica de materiales complejos.
En 2005 comenzó a trabajar como Científica Titular en el Instituto de Catálisis y Petroleoquímica (ICP) del Consejo Superior de Investigaciones Científicas (CSIC) integrada en el grupo de Tamices Moleculares. Posteriormente, se convirtió en profesora adjunta en el Departamento de Química de la Universidad de Adis Abeba Etiopía en 2016 para, dos años después, liderar la Comisión de Igualdad del ICP-CSIC. A partir de 2021 comenzó a coordinar la Comisión de Igualdad Intercentros del Campus de la UAM+CSIC. En 2022, formó parte de los órganos colegiados de apoyo y asesoramiento del CSIC.
Las principales líneas de investigación de Díaz incluyen la síntesis y caracterización de zeolitas, materiales mesoporosos y sistemas híbridos para su utilización en procesos de catálisis, así como su aplicación en la eliminación de contaminantes como el flúor y el arsénico en aguas de países como Etiopía, Kenia, Tanzania e India. Como aplicación técnica de sus investigaciones realizó trabajos sobre la capacidad de las rocas de los yacimientos de zeolitas en el Valle del Rift para eliminar el exceso de flúor en las aguas locales etíopes. Este exceso de flúor causa fragilidad en huesos y dientes de la población afectada.
Comprometida con la divulgación científica y la igualdad de género, Isabel es una activa promotora de iniciativas para visibilizar el trabajo de las mujeres en la ciencia. Entre 2021 y 2022, fue colaboradora de la Unidad de Mujeres y Ciencia del Ministerio de Ciencia e Innovación, y en 2022 fue nombrada Vicepresidenta Adjunta de Internacionalización y Cooperación del CSIC.

### Investigación en Etiopía y patente sobre zeolitas
Durante una etapa en Etiopía, Díaz identificó un grave problema de contaminación por flúor en los acuíferos del país, que provoca fluorosis, una enfermedad que debilita huesos y dientes. Este desafío la impulsó junto a su equipo a desarrollar una tecnología basada en zeolitas naturales, capaces de adsorber el flúor del agua hasta niveles seguros según los estándares de la Organización Mundial de la Salud (OMS).
En 2013, registraron una patente en colaboración con la Universidad de Addis Abeba, convirtiéndose en la primera patente de esta institución. La tecnología atrajo el interés de la industria y fue adquirida por la empresa canaria Tagua S.L., que financió su desarrollo para la fabricación de filtros a escala comercial. Además, Díaz colaboró con la ONG Amigos de Silva para implementar dos plantas potabilizadoras en comunidades rurales de Etiopía, utilizando zeolitas locales. Estas plantas representan una solución sostenible y de bajo costo para garantizar el acceso al agua potable.

## Reconocimientos
En 2007, fue galardonada con el Premio de la Real Sociedad Española de Química a Jóvenes Investigadores. Este galardón reconoce a científicas y científicos menores de 40 años que han realizado contribuciones destacadas en el campo de la química. Este premio pone en valor la excelencia y originalidad en la investigación, así como el impacto de los trabajos realizados por jóvenes investigadores en áreas tanto fundamentales como aplicadas de la química.